# Irská zjevení
Irská zjevení, irské poselství nebo též Velké varování Ježíše Krista jsou nejčastější označení pro sérii soukromých zjevení Ježíše Krista irské vizionářce, která si říká Marie Božího milosrdenství a zůstává v anonymitě. Nejsvětější Trojice a Matka Boží jí od listopadu 2010 údajně předávají pravidelná poselství. Poselství byla na původním, nyní již zrušeném webu, označována daty, kdy byla Marii Božího milosrdenství předána a odtud byla věřícími převážně z řad katolíků šířena jako Kniha Pravdy nebo také zkráceně formou brožurek zejména po internetu, ale i ve farnostech. Poselství jsou zaměřena především na duchovní přípravu všech lidí na blízký Kristův druhý příchod, také na materiální přípravu na události, které budou Kristovu druhému příchodu předcházet . Poselství také vystupují proti neověřitelným, ale zjevným aktivitám svobodných zednářů a iluminátů, které mají za cíl na zemi nastolit vládu Antikrista za pomoci novodobé ideologie New Age. Poselství ohlašují postupné naplňování událostí popsaných ve Zjevení, poslední knize Bible. Vše má být završeno sledem dramatických událostí, na jejichž konci má být země obnovena do podoby Nového ráje, který předčí Zahradu Eden, na tento ráj sestoupí Nový Jeruzalém, čímž se nebe spojí s obnovenou zemí. K ohlášení odchodu papeže Benedikta XVI. došlo přesně na den o rok později po předpovězení, nový papež byl zvolen 13. 3. 2013. V poselstvích Ježíš papeže Benedikta XVI. nazývá posledním papežem a drahým, milovaným vikářem. Papež František sice v poselstvích není jmenován, ale je v poselstvích nazýván jako ten, který usedne na Petrův stolec po papeži Benediktu XVI. a označen jako Falešný prorok, jedna ze šelem z knihy Zjevení. Má spolupracovat se zednáři, kteří v průběhu posledních 50 let uchvátili moc v církví a dlouho plánovali jeho dosazení do úřadu papeže, který takto zneužijí k podvodu nejen na katolíky, ale i na celý svět, aby tak skrze falešný ekumenismus vytvořili v duchu New age nové jednotné světové náboženství.

## Obsah poselství
Ve vlastním textu původního Velkého varování Ježíš ujišťuje děti pozemského světa o Otcově lásce a svém milujícím soucitu. Úpěnlivě varuje před matoucími a zavádějícími lžemi, které jim podvodník a lhář Satan namlouvá prostřednictvím hord svobodných zednářů-iluminátů a prostřednictvím falešných proroků z různých bizarních a zákeřných kultů, které vznikly z lidské náchylnosti ke hříchu. Varuje před světskými tužbami a zvlášť oslovuje bohaté před prázdnotou v srdci, kterou za sebou zanechají světské radovánky a požitky. Naléhavě varuje před vtažením do instancí iluminátů a jiných zlověstných skupin, jejichž přísliby jsou děsivou lží. Předpovídá svůj blízký příchod, před nímž se má svět ponořit do temnoty a zoufalství a lidem se mají ukázat jejich hříchy. Slibuje, že je odpustí, bez ohledu na jejich závažnost, v okamžiku zpovědi. Pak má nastat ráj, v němž se nebe a země mají spojit v jedno a nebudou už žádné nemoci, žádné tělesné slabosti a nedostatečnosti, ale lidé mají žít život věčný spolu se svými rodinami. Ti, kteří podlehnou klamům a podvodům Satana a rozhodnou se svobodně pro falešnou cestu, dojdou věčného zavržení. Poselství vyzývají k modlitbě růžence k Božímu milosrdenství každý den v 15 hodin a ke svaté zpovědi a podobným projevům zbožnosti. Své „děti“ v poselstvích Ježíš nazývá „následovníky“.
Od roku 2013 je v poselstvích kladen důraz na sympatie k papeži Benediktu XVI. Tento „svatý vikář“ byl podle poselství 708 ze 13. února 2013 k abdikaci donucen a tím byly podle tohoto poselství základy katolické církev rozdrceny na prach. Navazující poselství 710 či 712 líčí, že poté, co Kristův drahý, milovaný vikář padl, bude celý svět svědkem schizmatu v katolické církvi. Podle poselství 712 elita zednářů uchvátila moc nad Kristovou církví a zneužije ji k nejodpornějšímu podvodu na katolíky, v poselství 732 údajně Kristus o současném papeži Františku prohlásil: „Já jsem neuvedl v úřad tuto osobu, která prohlašuje, že přichází v mém jménu.“
Podle poselství má nastat den Božího Velkého varování. Věřící jsou poselstvím nabádáni, aby si stáhli z internetu jako záruku ochrany proti ďáblovi „Pečeť živého Boha“ a nechali si ji posvětit knězem.

## Reakce
Spišský biskup Štefan Sečka 21. listopadu 2012 vydal prostřednictvím webu Konference biskupů Slovenska prohlášení, že byl kněžími a věřícími upozorněn, že na internetu a v některých farnostech se tato poselství velmi rozšířila, a že zjistil, že jde o bludnou nauku, která není v souladu s učením katolické církve a vykazuje známky sektářství. Připomněl, že žádný kněz věrný Kristovi a církvi nesmí v této věci spolupracovat, a na každého, kdo by šiřil tato poselství, vztáhl prokletí z listu svatého Pavla Galaťanům 1,6–9 namířené proti těm, kdo by hlásali „jiné evangelium než to, které jste přijali“.
Josef Zaťko na slovenském mariánském webu Magnificat Slovakia v listopadu 2012 napsal svůj pocit, že tato poselství mají rozbít zbytek malého stáda ještě věrného Ježíši a Panně Marii. První odkaz na stránky s těmito zjeveními se k němu dostal 5. února 2012.
Olomoucký arcibiskup Jan Graubner se k poselstvím vyjádřil 23. listopadu 2012. Rovněž konstatoval, že se toto poselství „šíří po internetu a někde také rozdává v kostelích ve formě brožurky“. Připomněl, že nemají schválení žádné církevní autority, a konstatoval, že obsahují řadu bludů, nejsou v souladu s naukou katolické církve a biblické úryvky jsou vykládány svévolně a v rozporu s církevní naukou. Stejně jako biskup Sečka varoval kněze před tím, aby světili údajnou „pečeť živého Boha“, a spolupráci kněží v takové věci označil za „hřích zpronevěry svému kněžskému poslání a podporu vznikající sekty“. Na šiřitele poselství také vztáhl prokletí svatého Pavla z listu Galaťanům. V květnu 2013 arcibiskup Graubner přitvrdil, když dospěl k názoru, že nejde jen o pouhé lidské blouznění, ale věc přímo ďábelskou (nebo přinejmenším ďáblem zneužitou a s ďábelskými důsledky), která se snaží rozbíjet církev, brát lidem víru v církev a zbavit je svátostí, zahnat je do samoty izolace či společenství nebezpečné sekty.
Ke zpochybňování legitimity papeže Františka arcibiskup Graubner řekl: „Ale srovnejte si v klidu obě strany. Emeritní papež odstoupil v obdivuhodné pokoře, protože ve svém věku už nemá sílu k náročnému vedení úřadu. Z velké části jím jmenovaní kardinálové zvolí podle nejlepšího svědomí nástupce, který vyzařuje svou víru v lásce a pokoře, je všemi uznáván. Na druhé straně je anonym, neznámá utajovaná žena, která se odvolává na Ježíše, ale nikdo nemá možnost si ověřit její totožnost a věrohodnost. Možná se za ní jen skrývá někdo moc chytrý a zlý, někdo, kdo chce církev poškodit.“ Odkázal též na Katechismus katolické církve (KKKC, 182): „Papež, římský biskup a nástupce svatého Petra, je trvalý a viditelný zdroj a základ jednoty církve. Je zástupcem Krista, hlavou biskupského sboru a pastýřem celé církve, nad níž má z Božího ustanovení plnou, nejvyšší, bezprostřední a všeobecnou pravomoc.“
S irskými zjeveními postavil Graubner do řady i aktivity Ukrajinské pravověrné řeckokatolické církve, aktivity českých kněží, kteří se prohlásili za ukrajinské řeckokatolické biskupy a exkomunikovali papeže Benedikta XVI. i Jana Pavla II. a téměř všechny biskupy světa.

## Přidružená kritika papeže Františka
Na webech věnovaných irským zjevením se soustřeďuje kritika papeže Františka z konzervativních pozic za jeho liberalismus, progresivismus a sekularismus. Například slovenský web Varovanie obsahuje rubriku Kontroverzný pontifikát, v níž je například otevřený list papeži od mexické katoličky Lucrecie Rego de Planas, která mu s ironickou láskyplností líčí své utrpení a zmatení z toho, že není dostatečně pravověrný a je ve svých názorech dvojznačný, hovoří i se zastánci nepravověrných názorů a žehná jim, ignoruje protokol i liturgické zvyklosti. Jeho okázalou skromnost líčí jako projevy sebestřednosti a snahy přitáhnout na sebe pozornost, zatímco předchozí papežové podle ní pokorně a bez zvláštních požadavků přijali to, co pro ně bylo určené. Vytýká mu, že se neoznačuje jako papež, ale jako římský biskup, a nenosí papežský rybářský prsten, a že řeholnice vyzval, aby se netvářily zatrpkle jako staré panny, čímž mohl urazit mnohé přátelské, sympatické a velkodušné svobodné postarší ženy. Vytkla mu, že řekl, že církev se nikdy neměla tak dobře jako dnes. Slovenský web Varovanie zveřejnil také text americké žurnalistky Hilary Whitové, která kritizuje, že vatikánská tisková kancelář mlčí k nezvyklým postojům a činům papeže Františka a nekoriguje mediální interpretaci, že církev se přizpůsobí vkusu progresivistů, liberalistů a sekularistů. V dalším textu je papež František prezentován jako apoštol rozvratného učení New Age, který plánovitě navozuje atmosféru, která má u věřících vyvolávat nejistotu, jestli to, čemu dosud věřili, je skutečně pravou vírou.

## Souvislosti
Portál iDNES.cz 14. března 2013 připomněl, že podle legendy se irskému biskupovi Malachiášovi, prvními irskému světci, někdy kolem roku 1139 zjevila jména a charakteristiky zbývajících 112 papežů. Číslo 112 podle tohoto pořadníku připadá právě na papeže Františka, který by tak měl být posledním papežem a jeho pontifikát má skončit zničením Říma. Podle církevního historika Tomáše Petráčka je tento seznam obecně považován za podvrh z konce 16. století, jehož cílem bylo ovlivnit konkláve v roce 1590, a není brán historiky ani církevní hierarchií příliš vážně.